# Alexis V Doukas Murzuphle
Vous lisez un « bon article » labellisé en 2023.
Pour l'empereur de Trébizonde, voir Alexis V de Trébizonde.
Alexis V Doukas, surnommé Murzuphle (« dont les sourcils se rejoignent », en grec byzantin : Αλέξιος Εʹ Δούκας ο Μούρτζουφλος), est un empereur byzantin mort en décembre 1204. Il ne règne que deux mois. Issu d'une famille aristocratique aux origines incertaines, Alexis Doukas profite des graves troubles causés par l'arrivée de la Quatrième croisade en terres byzantines en 1203 pour renverser le fragile régime d'Alexis IV et d'Isaac II. Se posant en défenseur des Byzantins face aux ingérences latines toujours plus grandes, il devient empereur en janvier ou février 1204 et tente sans succès de se confronter aux Croisés. Rapidement, Constantinople est assiégée ; elle est prise le 12 avril 1204, avant d’être mise à sac. L'Empire byzantin est démantelé et Alexis V contraint de fuir avant d'être rattrapé, fait prisonnier et exécuté par les autorités du nouvel empire latin de Constantinople à la fin de l'année 1204.

## Biographie

### Origines familiales et sources

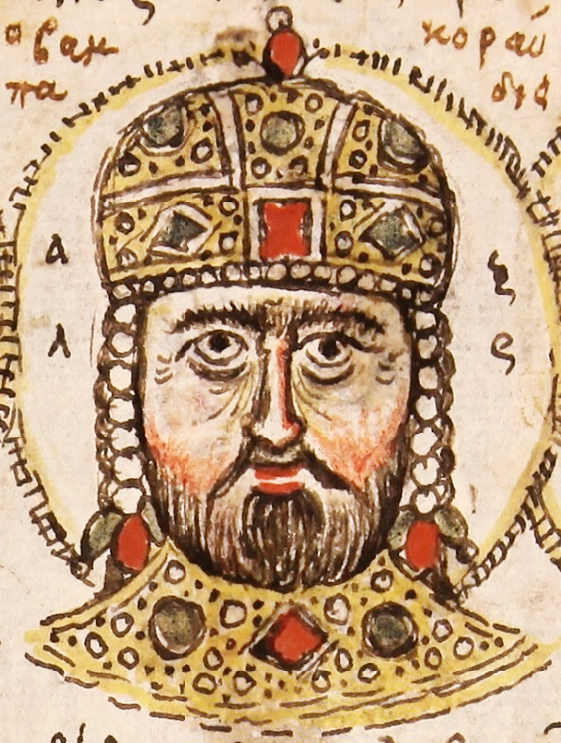
Portrait d'Alexis V dans le manuscrit du XV Mutinensis gr. 122. Le dessin reprend l'une des caractéristiques physiques d'Alexis avec des sourcils épais.

Les origines familiales d'Alexis V demeurent largement méconnues. Il porte le nom d'une puissante famille aristocratique, les Doukas, mais ses liens avec elle sont obscurs, d'autant que ce patronyme est largement porté dans la société byzantine. Alexis V est souvent décrit comme l'arrière-petit-fils d'Alexis Ier Comnène (1081-1118), du côté de sa mère. C'est une possibilité crédible car, sous les Comnènes, les grandes familles aristocratiques multiplient les mariages entre elles. Une hypothèse parfois avancée en fait aussi le fils d'Isaac Doukas, un cousin d'Alexis IV Ange (1203-1204), ce qu'accréditerait une lettre du pape Innocent III qui mentionne leurs liens du sang. Sa date de naissance est inconnue. Quant à son surnom de Murzuphle, il viendrait de sa tendance à froncer les sourcils au point de les faire se rejoindre,. Pour Hendryckx et Matzukis, qui consacrent un article à analyser les différents éléments de la biographie d'Alexis V, il est probablement d'origine plutôt modeste, peut-être d'une lignée mineure au sein de la famille des Doukas. Cela expliquerait son attitude hostile envers une bonne partie de l'aristocratie.
Le principal historien de l'époque, Nicétas Choniatès, est fort critique à son égard car il l'a congédié de son poste de grand logothète, chef de l'administration fiscale. Pour autant, il reconnaît sa grande intelligence, pour ne pas dire sa ruse, le décrivant aussi comme arrogant, voire lubrique. Les autres sources disponibles, comme les écrits de Georges Acropolite ou la Chronique de Morée, sont en général peu favorables à Alexis V ; ce biais est encore plus fort chez les auteurs latins, en particulier Robert de Clari ou Geoffroi de Villehardouin. Leurs descriptions de Murzuphle reprennent alors les critiques de plus en plus fortes des auteurs latins à l'endroit des souverains byzantins, cruels et tyranniques. Ce discours de haine, qui se retrouve parfois chez les Byzantins à l'encontre des Latins, contribue à accroître le fossé entre les deux pans de la Chrétienté, qui culmine au moment de la quatrième Croisade. Il existe aussi une chronique russe qui relate la prise de Constantinople par les Croisés et qui constitue la seule source contemporaine extérieure à l'événement.

### Ascension
Quelques chroniqueurs comme Aubry de Trois-Fontaines font du futur Alexis V un partisan du coup d'État d'Alexis III contre Isaac II Ange, en 1195 mais cela demeure très hypothétique. Alexis Doukas commence à jouer un rôle politique quand il participe à la tentative de renversement d'Alexis par Jean Comnène le Gros en 1200-1201. Il est même parfois considéré comme le véritable instigateur de ce soulèvement, visant à rétablir la dynastie des Comnènes sur le trône. Emprisonné, il est probablement libéré en 1203, quand Isaac II revient au pouvoir, sous la pression des Croisés de la Quatrième croisade en juillet 1203. Si certains historiens comme Charles Brand ont vu dans son soutien à Jean Comnène une posture déjà antilatine, d'autres chercheurs n'en sont pas convaincus, estimant que son hostilité aux Latins serait d'abord la traduction de son caractère opportuniste pour séduire une population qui leur est de plus en plus hostile,. Dans tous les cas, Murzuphle intègre très vite le gouvernement de l'Empire, avec le titre de protovestiaire, sorte de ministre des finances. Il a alors une forte influence sur Alexis IV, le jeune fils d'Isaac, qui règne conjointement aux côtés de son père. Marié deux fois, il est aussi soupçonné d'être amoureux d'Eudoxie Angelina, une fille d'Alexis III.
Au début de l'année 1204, Isaac II et Alexis IV commencent à souffrir de leur impopularité. La population estime qu'ils ne font pas suffisamment d'efforts pour défendre les intérêts byzantins face aux Croisés, qui sont restés dans la région et qui, eux aussi, ont des griefs à l'encontre des deux empereurs. Estimant qu'ils tardent à payer leurs dettes, ils mettent à sac une partie de la cité impériale et jusqu'à un tiers des habitants auraient vu leurs habitations brûler au cours d'un incendie qui dure plusieurs jours, au mois d'août 1203. Bientôt, Murzuphle se pose en leader de la résistance aux Latins et gagne en popularité quand il s'en prend à certains d'entre eux. Sa monture est alors abattue, et il ne doit la vie qu'à l'intervention de quelques archers constantinopolitains,.
À la fin du mois de janvier 1204, la rébellion s'étend et le chaos commence à régner dans Constantinople. Le Sénat byzantin, pressé par une foule grandissante, se réunit pour tenter de résoudre la crise. Nicolas Kanabos, un noble sans envergure, est proclamé empereur, apparemment contre son gré. Abandonnés de tous, Isaac II et Alexis IV se réfugient dans le palais des Blachernes et demandent à Murzuphle de solliciter l'aide des Croisés. C'est vers Boniface de Montferrat qu'ils se tournent et, après une rencontre, décident d'un plan d'action. Alexis Murzuphle joue en réalité double jeu et, dans la nuit du 28 au 29 janvier, il retourne les soldats de la garde varangienne pour les inciter à s'emparer des deux empereurs, prenant prétexte de leur collusion avec l'ennemi latin. Selon Choniatès, il aurait bénéficié de l'aide d'un eunuque de la cour qui lui aurait donné accès au trésor impérial. Dans tous les cas, la défection de la prestigieuse garde palatine fait la différence. Alexis IV est étranglé en prison tandis que son père, déjà aveuglé à l'occasion de son premier renversement, meurt très peu de temps après, peut-être à la suite de mauvais traitements. Kanabos est d'abord épargné et semble même invité ou contraint à rejoindre le nouvel empereur, mais il refuse et préfère se réfugier dans la basilique Sainte-Sophie, avant d'en être extrait et mis à mort.

## Règne

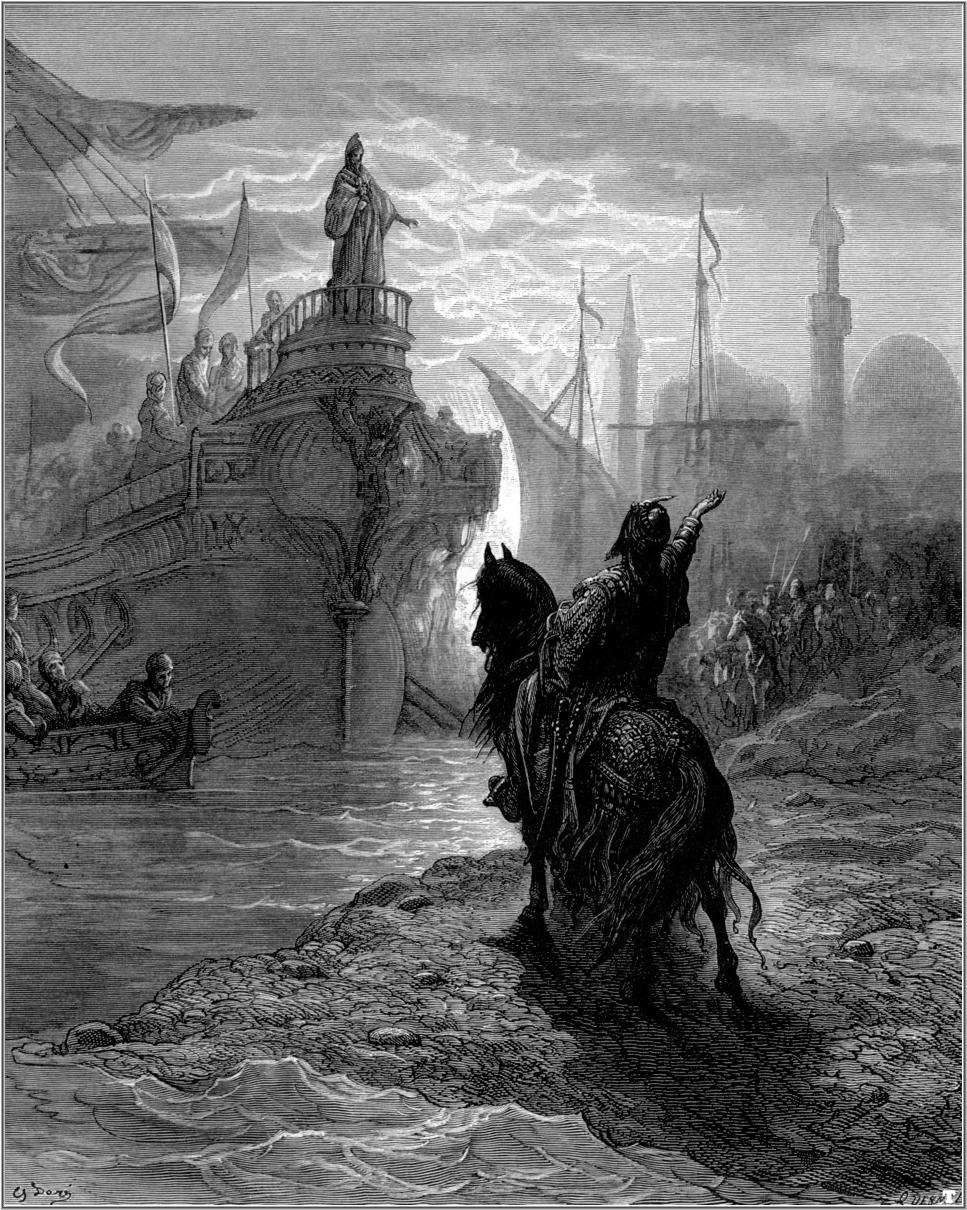
Alexis V négociant avec le doge Enrico Dandolo, par Gustave Doré.

La chronologie exacte de la prise du pouvoir par Alexis V reste partiellement floue. Son couronnement le 5 février 1204 constitue la seule date certaine de cette chronologie. Quand il arrive sur le trône, la situation de l'Empire est catastrophique. Le trésor est vide et il doit confisquer des biens à l'aristocratie pour trouver de l'argent, sanctionnant notamment les proches d'Isaac II et d'Alexis IV,. Si cette action renforce sa popularité parmi la population, elle lui aliène le soutien des principaux dignitaires, d'autant qu'il se montre avare en titres et délègue peu. Il fait fermer les portes de la cité pour en interdire l'accès aux Croisés et restaure les défenses de la ville. Il n'hésite pas à se montrer les armes à la main, menant des escarmouches contre des bandes de Croisés dans les environs directs de Constantinople. En effet, les chefs latins refusent de reconnaître le nouveau souverain car la mort d'Alexis IV invalide le traité conclu avec lui.
Le 2 février 1204, Henri de Flandres se présente à Filea (ou Phileas, actuellement Şile) pour se ravitailler en vivres. Quand il l'apprend, le jour de son couronnement, Alexis V décide de quitter Constantinople de nuit pour tendre une embuscade à la force croisée, en train de se retirer. D'abord victorieux, le Byzantin est défait par l'arrivée de Henri à la tête de l'arrière-garde au secours de ses soldats. Il s'empare de l'insigne impérial ainsi que de l'icône de la Vierge (la Panagia Nikopoios). Celle-ci accompagne l'empereur byzantin lors de ses campagnes militaires selon une tradition qui remonte à Héraclius. Alexis V échappe à la capture ou à la mort mais perd certains de ses meilleurs soldats. Il essuie aussi un échec sur mer, en ne parvenant pas à détruire les navires croisés avec ses bateaux incendiaires,.
Le moral des Byzantins est atteint par ces revers, ainsi que par la perte de l'icône, très prestigieuse, qui leur font craindre de subir la colère divine en punition de leurs péchés. Pour Alexis V, la situation est très périlleuse car il est confiné à l'intérieur des murailles de sa capitale et ne peut guère espérer de secours des provinces byzantines, notamment européennes puisqu'elles sont tenues par Alexis III, qui n'a pas abandonné ses droits au trône.
Vers le 8 février 1204, Alexis V rencontre Enrico Dandolo, le doge de Venise, pour tenter de négocier la paix. Il est probable que l'empereur est à l'initiative de ces discussions car sa popularité a pu être sapée par sa défaite face à Henri de Flandres. Des divergences existent alors entre le doge, plutôt pragmatique et prêt à un accord, et le reste des Croisés, plus belliqueux. Robert de Clari affirme ainsi que les Croisés exposent aux yeux de la population l'icône dont ils se sont emparés, alors même qu'Alexis aurait tenté de faire croire à un succès de son embuscade. Toutefois, les Vénitiens imposent des conditions très dures, rejetées en bloc par les Byzantins. Michael Angold estime qu'Alexis V est alors toujours confiant dans sa capacité à résister aux Croisés. Leurs revendications ne sont pas connues avec certitude mais comportent probablement la restauration d'Alexis IV ainsi que la paiement d'une importante quantité d'or par les Byzantins, voire la soumission de l'Église byzantine à l'Église romaine. Choniatès affirme qu'une attaque de la cavalerie croisée contre Alexis V met un terme aux pourparlers, l'empereur parvenant à nouveau à s'échapper, non sans mal. C'est probablement à ce moment-là qu'Alexis IV est exécuté, ce qui accroît le fossé avec les Croisés, qui exigeaient son rétablissement. Pour Alexis V, son élimination est aussi un moyen de préserver son propre pouvoir. Quand les chefs latins prennent connaissance de cette exécution, les tensions montent d'un cran, d'autant qu'en mars (probablement autour du 3), Alexis V chasse les Latins présents à Constantinople, qui auraient alors renforcé les rangs des Croisés, selon Choniatès,. C'est là que le point de non-retour semble être atteint et que les Croisés trouvent un accord pour se partager l'Empire byzantin et élaborent le plan d'assaut. Dans le même temps, Alexis supervise le renforcement des défenses de la ville, notamment le rempart maritime le long de la Corne d'Or et fait distribuer des vivres à l'ensemble de la population, en prévision d'un siège, insufflant un esprit de résistance parmi ses troupes.

## Chute et exécution

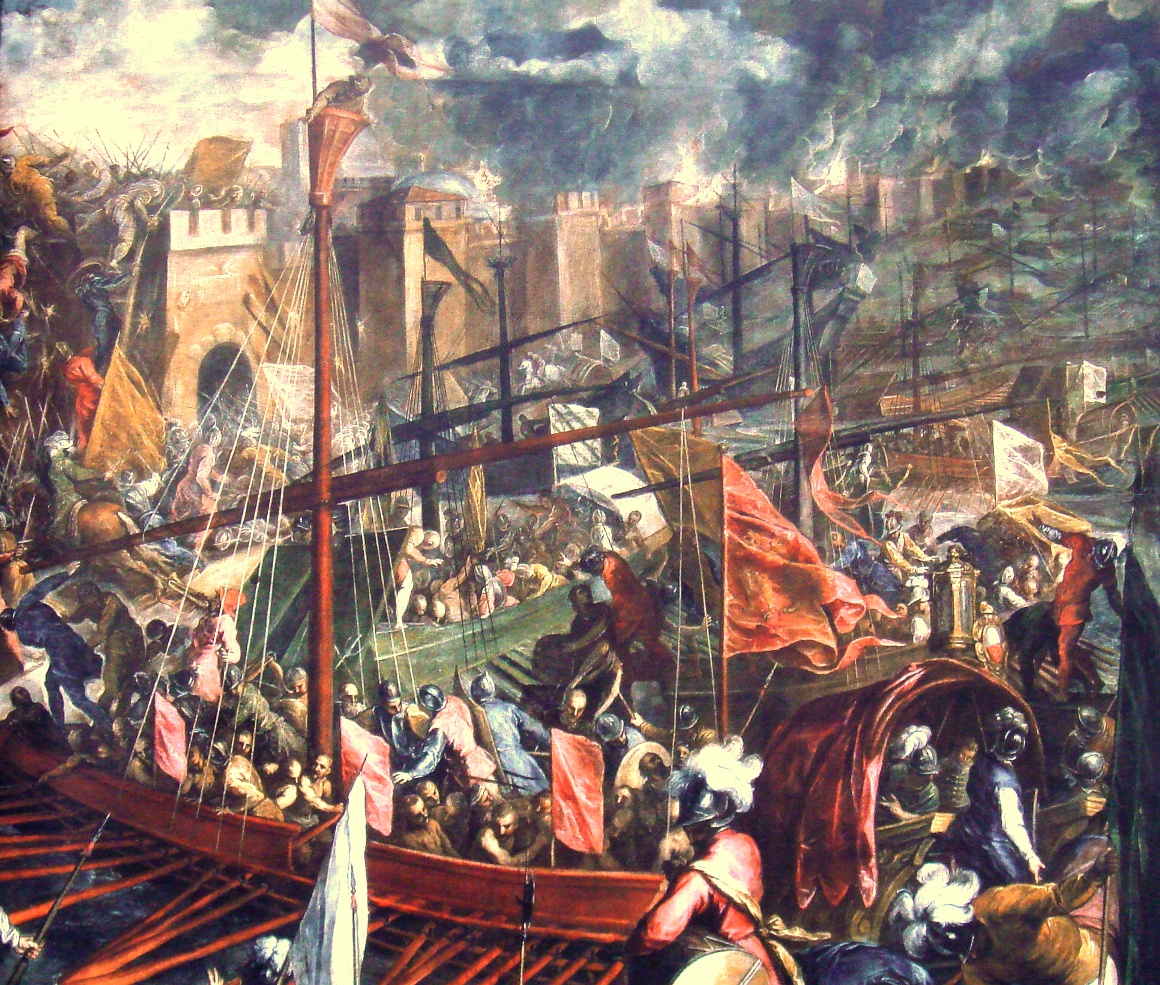
La Prise de Constantinople peinte par Palma le Jeune. Peinture conservée au musée des Beaux-Arts de Valenciennes.

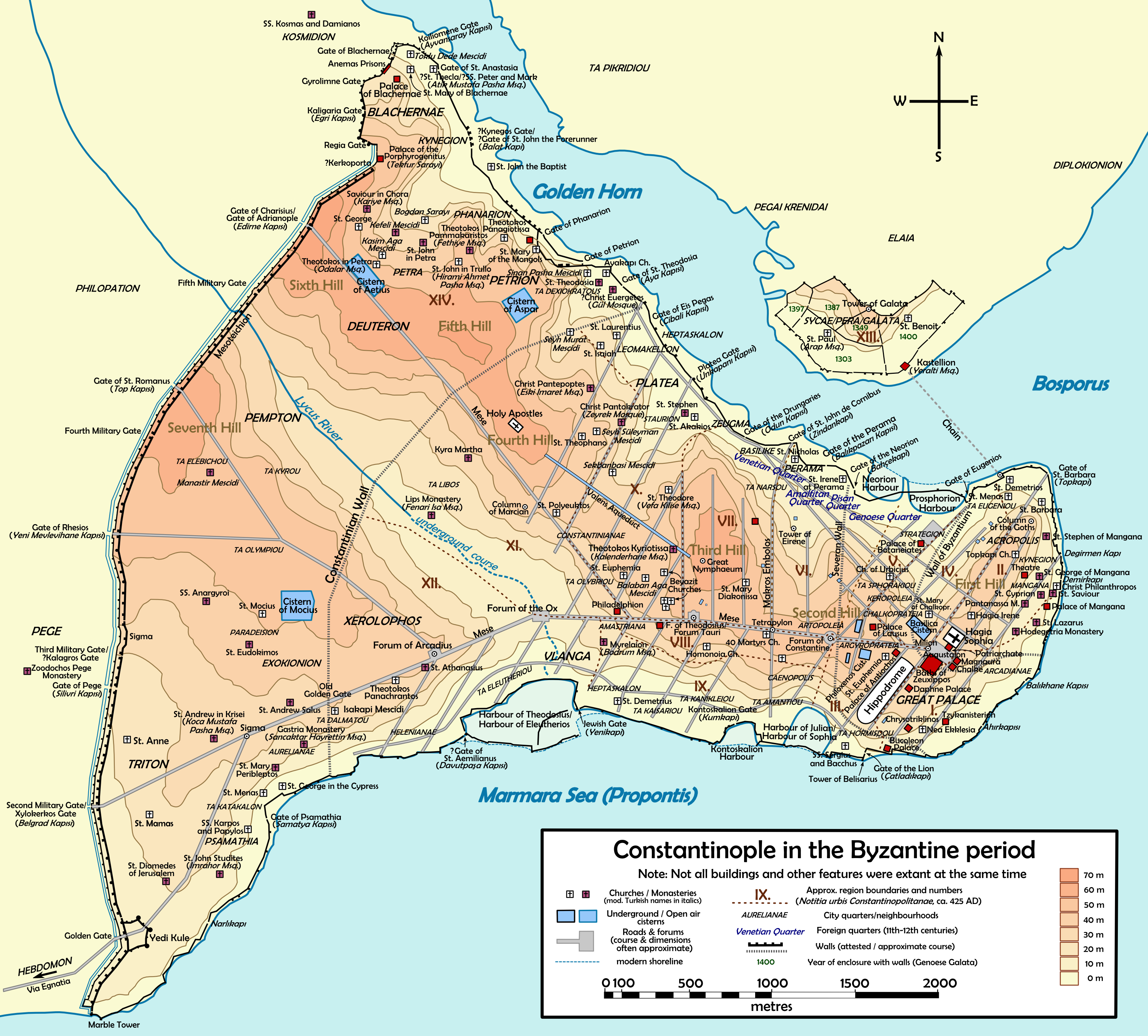
Plan de Constantinople. Les Croisés attaquent depuis le bras de mer au nord de la ville (la Corne d'Or) et pénètrent dans la ville au niveau de la porte de Pétrion.

Le 9 avril 1204, les Croisés passent à l'attaque depuis la Corne d'Or, dont ils ont la maîtrise. Alexis semble avoir été actif dans la défense de la cité, positionnant sa tente au niveau du monastère de Pantepoptès, qui lui offre un point de vue dégagé sur la Corne d'Or. Les différentes chroniques, y compris latines, mentionnent son courage et son engagement personnel. Si les Byzantins tiennent bon face à la première vague, un nouvel assaut intervient trois jours plus tard, qui submerge les défenseurs. C'est par la porte de Pétrion, juste au sud du quartier des Blachernes, que les Latins percent les défenses. Ils mettent à sac le palais et commencent à investir toute la ville. Alexis V tente bien de rassembler la population pour résister, mais la panique gagne les rangs des Byzantins. Il a tout juste le temps de monter dans un bateau de pêcheurs pour s'enfuir vers la Thrace durant la nuit. Il est accompagné d'Eudoxie Angelina et de sa mère, Euphrosyne Doukaina Kamatera,.
Dans le chaos, Constantin Lascaris est proclamé empereur dans la basilique Sainte-Sophie mais il est incapable de convaincre les Varègues de poursuivre le combat et, dès les premières heures du 13 avril, il fuit aussi la ville. Si l'élection précipitée par le Sénat d'un nouvel empereur attesterait de l'impopularité d'Alexis V parmi l'élite aristocratique de l'empire, les Varègues ont en revanche constitué des troupes loyales au cours de son bref règne. Plus généralement, comme le souligne Jean-Claude Cheynet, la défaite byzantine en 1204 est moins à rechercher dans la supériorité militaire des Latins que dans la faillite du pouvoir impérial byzantin, marqué par une instabilité et une division croissantes, dont le court et fragile règne d'Alexis V est un exemple.
Alexis V et la petite escorte qui a pu l'accompagner, poursuivis par les troupes de Baudouin de Flandre, trouvent refuge à Mosynopolis. Dans un premier temps, il reçoit un bon accueil d'Alexis III déjà présent dans la cité, puisque Alexis V s'y serait peut-être marié avec Eudoxie selon le récit de Choniatès. Il est aussi possible que le mariage ait eu lieu avant la chute de Constantinople. Mais, bientôt, Alexis III s'empare de son nouveau gendre pour l'aveugler, probablement au grand dam de sa propre fille, le rendant inapte à la fonction impériale. L'épisode intervient vraisemblablement entre le 12 mai et le 12 août 1204. Pour les chroniqueurs latins, cet acte est la preuve de l'absence de scrupules des empereurs grecs, tandis qu'Alice Gardner y voit plutôt une vengeance envers la prétention d'Alexis V au titre impérial.
Abandonné de tous, il est fait prisonnier par Thierry de Loos, soit à Mosynopolis, soit plus probablement sur le chemin de l'Anatolie, en novembre 1204. Il est jugé pour trahison envers Alexis IV par une cour impériale dirigée par l'empereur latin, Baudouin Ier de Constantinople, en personne, entouré de plusieurs conseillers, dont les comtes Louis de Blois et Hugues de Saint-Pol. C'est la seule occurrence de ce type de juridiction dans l'histoire de l'empire latin. Pour les Latins, Alexis V devient le coupable idéal qui justifie leur prétention à la succession d'Alexis IV, dès lors qu'ils ont débarrassé l'empire d'un traître et d'un potentiel tyran. Alexis tente de se défendre en arguant de la propre trahison d'Alexis IV envers l'empire, sans succès. Condamné à mort, il est précipité dans le vide, depuis le sommet de la colonne de Théodose,. Son corps est ensuite livré à la vindicte populaire et aucune sépulture ne lui est connue.
Un reliquaire qui était conservé dans l'abbaye de Grandmont (Haute-Vienne) mentionne probablement Alexis V et rappelle son appartenance à la famille des Doukas. Cet objet a sans doute été ramené en Europe occidentale à la suite du pillage de Constantinople en avril 1204, même si une tradition affirme qu'il aurait été remis par un membre de la famille de Manuel Ier Comnène au roi Amaury Ier de Jérusalem.